# ميتز تيسي
ميتز تيسي ( 
تنطق بالفرنسية: [mɛtɛsi]

```
[
5
]
 
[
6
]
 ) هي 
بلدية
 سابقة في 
مقاطعة
 
سافوا العليا
 في منطقة 
أوفيرن-رون
 
ألب
 في جنوب شرق 
فرنسا
 . وفي 1 يناير 2016 ، تم دمجها في البلدية الجديدة 
إيبانيي-متز-تيسي
 . 
[
7
]
```

## جغرافية
تشكل منطقة فيير جزءًا من الحدود الجنوبية الشرقية للبلدية.

## أنظر أيضا
- بلديات قسم هوت سافوا